# Bissau
Bissau er hovedstaden i Guinea-Bissau, som er en tidligere portugisisk koloni. Byen, der har 492.004(2015) indbyggere, ligger ved Gebafloden udløb til Atlanterhavet. Det er landets største by og havn, samt administrativt og militært centrum. Jordnødder, træ, copra, palmeolie, og gummi er de primære eksportvarer. Byen er grundlagt af Portugal i 1687.